# Lucerne (Californië)
Lucerne is een plaats (census-designated place) in de Amerikaanse staat Californië, en valt bestuurlijk gezien onder Lake County.

## Demografie
Bij de volkstelling in 2000 werd het aantal inwoners vastgesteld op 2870.

## Geografie
Volgens het United States Census Bureau beslaat de plaats een oppervlakte van
50,4 km², waarvan 15,8 km² land en 34,6 km² water. Lucerne ligt op ongeveer 415 m boven zeeniveau.

## Plaatsen in de nabije omgeving
De onderstaande figuur toont nabijgelegen plaatsen in een straal van 16 km rond Lucerne.